# 菔根龙胆
菔根龙胆（学名：Gentiana napulifera）为龙胆科龙胆属的植物，为中国的特有植物。分布于中国大陆的广西、云南、福建等地，生长于海拔1,050米至2,200米的地区，常生于林下、山顶空旷地、山坡草地和路旁，目前尚未由人工引种栽培。